# Apisa cleta
Apisa cleta är en fjärilsart som beskrevs av Carl Plötz 1880. Apisa cleta ingår i släktet Apisa och familjen björnspinnare. Inga underarter finns listade i Catalogue of Life.